# 赤松满祐
赤松滿祐（日语：／ Akamatsu Mitsusuke，1381年—1441年9月25日、弘和元年/永德元年－嘉吉元年九月十日），日本室町時代中期武將與守護大名、赤松氏惣領家第8代當主。曾任室町幕府侍所頭人，並擔任播磨、備前、美作三國守護。
滿祐為赤松氏第7代當主赤松義則嫡子，其弟有赤松義雅、赤松祐尚（或作祐之）以及赤松則繁等；其子為赤松教康 。

## 生平

### 家督繼承
弘和元年/永德元年（1381年）；另有一說為文中二年／應安六年（1373年），赤松滿祐作為赤松義則之子誕生。
其元服之際獲室町幕府第3代將軍足利義滿授予偏諱，遂改名為「滿祐」。滿祐年輕時即代理父親處理政務，並在第4代將軍足利義持時代，於應永十八年（1411年）至應永二十年（1413年）擔任侍所頭人。此外，從應永廿一年（1414年）起，滿祐接替義則被任命為左京大夫，代行守護職務（根據《美作木山寺文書》）:168。
應永三十四年（1427年）九月廿一日，赤松義則逝世，滿祐繼承家督。然而，前將軍足利義持（註：第5代將軍足利義量已於應永三十二年逝世，義持未指定繼任將軍，選擇持續執掌政務）隨即於次月廿六日介入赤松氏家政，剝奪滿祐對其本領地播磨國的支配權，意圖將之轉授予其所寵信的近臣－出身自赤松氏庶流的赤松持貞  。
然而，此舉卻引發滿祐強烈反彈。在焚毀自身位於京都的邸宅後，滿祐返回播磨，召集一族，並開始籠城準備。義持對其舉措深感震怒，遂進一步剝奪滿祐對備前、美作兩國的守護權，甚至下達追討命令。惟受命討伐的守護大名一色義貫等人基於幕政考量，拒絕出兵，導致幕府追討行動陷入停滯，政局一時動盪不安。
不久，朝廷與幕府內部突然出現針對赤松持貞之彈劾，指控其與義持側室有不倫之關係。此醜聞最終導致持貞被迫切腹自盡，政治形勢亦因此逆轉。在多位有力守護大名之斡旋與請願下，滿祐於同年十二月十七日入京謁見義持，並獲得赦免，成功保全其家門勢力。隨後，滿祐剃髮出家，戒名性具。

### 義教時代
應永三十五年（1428年）一月，義持去世，其弟足利義教繼任第6代將軍。滿祐隨即參與討伐發動叛亂的北畠滿雅之軍事行動，並促成其子北畠教具與幕府之間的和解，擔任北畠家的幕府取次（仲介）角色。同年起至永享四年（1432年）為止，滿祐再次就任侍所頭人。
正長二年（1429年），赤松家本據地播磨爆發土一揆（農民起義）。據傳，此事源於前一年滿祐繼承家督時，因決意與幕府一戰而加強軍備，導致大量徵收兵糧，引發民憤。當時，滿祐作為侍所別當，正駐留京都應對正長土一揆的鎮壓工作，但得知播磨發生騷亂後，緊急下向，進行平亂處置。
此外，在永享四年（1432年）發生的大和永享之亂中，滿祐派遣由其胞弟義雅為主將的軍隊前往應戰。
最初，滿祐與義教關係良好，身為宿老之一，經常參與義教的諮詢，亦曾接待義教造訪其邸宅。到了永享十年（1438年）十一月，滿祐第三度被任命為侍所頭人，可見其在幕府中的權勢已達頂峰。然而，隨著義教開始誅殺有力大名，雙方關係逐漸轉趨緊張。
永享十年（1438年）三月，滿祐的三名家臣遭義教殺害（見《看聞御記》三月十五日條）:206。
永享十二年（1440年）三月十七日，其弟義雅之領地亦遭沒收，部分轉封予與赤松氏有遠親關係的赤松貞村（赤松持貞之甥）。因貞村之女成為義教側室，所以貞村特別受到重用。當義雅的領地遭到沒收時，滿祐曾懇請義教，至少能保留其亡父義則在明德之亂中立下戰功所獲得的攝津國領地，但義教並未採納其請求（見《建內記》永享十二年三月十七日條）:201、207。
加之，此前即出現有關滿祐領地將被沒收並轉封予貞村的流言（見《看聞御記》永享九年（1437年）二月九日條）:207。由此，滿祐與義教之間的對立愈發明顯。

### 將軍遭弒
不僅針對滿祐，義教亦對其他有力守護大名家進行干涉。其積極介入包括管領家斯波氏、畠山氏，以及京極氏、土岐氏、一色氏等四職家門的內部事務。
永享十二年（1440年）五月十五日，義教先後將擁有丹後、若狹、三河、山城四國守護職以及尾張知多郡分郡守護職的一色義貫處死；翌日（五月十六日）又殺害伊勢守護土岐持賴，並剝奪其家督與守護職，將其領地分配予其家族或其他大名。此等強硬的政治手段，也大大加劇了滿祐的不安:205。
同年（1440年）九月廿二日，滿祐終被罷免侍所別當之職，並從此不再出仕幕府。為此，義教與滿祐之間的對立趨於尖銳，朝廷與幕府之間亦流傳著諸多不安的傳言。
嘉吉元年（1441年）六月十八日，加賀守護富樫教家忽遭義教勘責而被解除守護職，加賀守護之位轉封予其已出家的弟弟富樫泰高 。就在此事發生六日之後的六月廿四日，滿祐以舉辦結城合戰（討伐結城氏）祝捷宴為名，邀請義教至其邸宅，命其嫡子教康與弟弟則繁將義教暗殺。

### 末日
其後，滿祐焚燒京都赤松一族的邸宅，逃返播磨，並擁立被認為是足利直冬之孫的足利義尊為新將軍，與幕府對立。然而，據《赤松盛衰記》記載，即便在赤松家中內部，對於擁立義尊一事亦非一致贊成。
在迎接義尊之後，滿祐一方面試圖藉其名義來擴張勢力、招攬支持者，另一方面則默許義尊於東坂本的定願寺中極盡聲色犬馬之樂，包括酒宴、猿樂、連歌、詩歌、管弦等各類藝能活動。由此可見，滿祐將義尊視為一名純粹的傀儡，並未期待其作為一名能夠親自率軍臨陣的武將來發揮實質作用。
幕府因失去作風強硬的獨裁者義教而陷入混亂，再加上義教的諸子皆尚年幼，且缺乏能支撐政權的有力一門親族，局勢一度危急。幸而，時任管領的細川持之擁立義教嫡子千也茶丸（即日後的足利義勝）繼任將軍之位，且竭力研擬應對之策。據傳此時滿祐向細川持之發出挑戰狀，但該記錄僅見於軍記物語《赤松盛衰記》，因此被認為可能屬於後世的創作:222。
接著，細川持之動員了一族的細川持常、山名持豐（即宗全）、赤松貞村等人，並聯合西國的河野氏、吉川氏等勢力，發動對赤松領地的進攻。雖然在教康與則繁等人的奮戰之下，一度壓制了幕府軍，但最終朝廷在同年（1441年）八月一日，下達了討伐赤松氏的綸旨，滿祐遂被正式視為朝敵:232。
不僅播磨，山名軍與其他諸軍亦相繼攻入美作、備前等地，赤松家在當地的諸勢力或背叛、或潰敗，致使滿祐被迫自防禦力極為薄弱的本城—坂本城撤退，轉而退入山城的城山城（今兵庫縣龍野市）堅守。然而不久便遭幕府軍攻擊，在教康與則繁等人突圍逃脫後，滿祐於九月十日與其弟義雅等人一同切腹自盡，享年61歲或69歲（說法不一），介錯由安積行秀擔任。其首級為山名教之家臣出石景則所奪，在呈於將軍義教遺孤之後，於九月廿一日，置於四條河原，曝示於眾，此一連之爭亂，史稱為「嘉吉之亂」。
值得一提的是，後花園天皇本人對於此一事件（滿祐暗殺義教）極為震怒，此前不僅同意發布討伐赤松氏的治罰綸旨，並在聽聞滿祐首級於九月廿一日遭公開示眾後，於當日即下令兼任檢非違使別當的正親町三條實雅前去領取滿祐之首級，並於洛中進行遊行示眾，隨後再將其移送至近衛西洞院的牢獄中重新曝曬，以示懲誡。
另一方面，教康奉滿祐之命，為赤松氏之存續，攜17名隨從，自城山城西南方向突圍逃出（註：當時西南方由一族的赤松滿政負責守備:249）。接著教康由室津乘船赴伊勢多氣城，投靠其妻之從兄－北畠教具。
據《建內記》嘉吉元年（1441年）九月二十五日條記載，教康與則繁及滿祐所擁立之足利義尊等人共同行動逃亡。教具讓教康在城中逗留約三日，隨後視其為累贅，將其轉移至馬場城拘禁。（《赤松盛衰記》）:261。教具因畏懼幕府討伐，為圖自保，遂拒絕庇護教康。陷入絕望的教康，於九月廿八日在伊勢遭到殺害，赤松氏惣領家斷絕。其首級於十月一日被送往京都，並由幕府懸於赤松屋敷示眾。

### 赤松氏再興
嘉吉之亂爆發之後，原屬赤松氏的領地悉數歸於山名氏之支配，赤松氏舊臣多被排除於新政權之外，部分更淪為浪人，甚至被列為討伐對象。基於此等處遇，赤松家之舊臣多以本家之再興為畢生宿願:260。
長祿二年（1458年），赤松氏舊臣自後南朝奪回神璽，並於同年八月送還京都。此一功績為幕府所高度評價，赤松氏庶流的赤松政則獲得幕府授與加賀國北半國的守護職，並賜予備前國新田莊與伊勢國高宮保等地的所領，赤松氏家門再興（「長祿之變」）:263。

## 出處
1. ↑  今井堯 ほか編（1984）P.292-293
2. 1 2 3 4  兵庫縣立歷史博物館
3. ↑  德法寺仏教入門講座 日本仏教史 26（2024）P.1
4. ↑  石上英一 ほか編（1999）P.153
5. 1 2 3 4 5 6 7 8 9 10  高坂好. . 吉川弘文館〈人物叢書〉. 1970.
6. 1 2 3  水野恭一郎（1959）P.117
7. ↑  大日本時代史（1915）P.141
8. ↑  大日本時代史（1915）P.145-146
9. ↑  薩戒記（日语：薩戒記）
10. ↑  水野恭一郎（1959）P. 121
11. ↑  水野恭一郎（1959）P.122
12. ↑  水野恭一郎（1959）P.120-121
13. ↑  瀬野精一郎（2005）P.187
14. ↑  瀬野精一郎（2005）P.188
15. 1 2  水野恭一郎（1959）P.123
16. ↑  井原今朝男（2012）P.226
17. ↑  《中原師鄉記》和《大乘院日記目錄》記載為自殺，《建内記》和《齋藤基恒日記》則記載為教具所殺。
18. ↑  渡邊大門. . ミネルヴァ書房. 2012.